# Concours Dutilleux
Pour les articles homonymes, voir Dutilleux.
Le Concours Dutilleux est un concours international de composition organisé par la région Centre-Val de Loire à Saint-Pierre-des-Corps en hommage au compositeur français Henri Dutilleux.
Les concours se déroule tous les 3 ou 4 ans depuis 1990.
- 1990 : Le premier prix a récompensé Claude Lenners en 1990,
- 1993 : Pedro Palacio (prix du public),
- 1996 : Régis Campo et Yuri Kasparov,
- 1999 : Vsevolod Polonsky (Vsevolod Chmoulevitch),
- 2004 : Biao Chen,
- 2008 : Anthony Cheung.
- 2012 : Samuel Andreyev (catégorie : ensemble avec piano)